# Giuseppe Betori
Giuseppe Betori (Umbria, Italia, 25 de febrero de 1947) es un cardenal italiano de la Iglesia católica, arzobispo emérito de Florencia y exsecretario general de la Conferencia Episcopal Italiana.

## Primeros años
Fue ordenado sacerdote en 1970. Recibió una licenciatura en teología en la Pontificia Universidad Gregoriana y doctorado en Sagrada Escritura en el Pontificio Instituto Bíblico. Fue profesor de exégesis bíblica antropológica, Decano del Instituto Teológico de Asís. También se desempeñó como subsecretario de la Conferencia Episcopal Italiana.

## Obispo
Fue nombrado por el papa Juan Pablo II en calidad de Secretario General de la Conferencia Episcopal Italiana y fue nombrado Obispo titular simultáneamente de Falerone. Recibió la consagración episcopal el 6 de mayo de 2001. Fue confirmado como Secretario General de la Conferencia Episcopal Italiana, para un nuevo mandato de cinco años, el 6 de abril de 2006.

### Arzobispo de Florencia
Betori fue nombrado para reemplazar a Ennio Antonelli, quien había sido nombrado presidente del Consejo Pontificio para la Familia, como arzobispo de Florencia por el papa Benedicto XVI el 8 de septiembre de 2008. Él recibió el palio del papa Benedicto XVI el 29 de junio de 2009, la Fiesta de los Santos Pedro y Pablo en Roma.
El 5 de noviembre de 2011 el arzobispo Betori sobrevivió a un aparente intento de asesinato. Un hombre no identificado se enfrentó al arzobispo fuera de su oficina, disparó e hirió secretario del prelado, y agitó una pistola al arzobispo antes de escapar. Paolo Brogi, secretario del arzobispo, estuvo, según informó, en estado satisfactorio después de la cirugía para reparar una herida abdominal. El arzobispo Betori y testigos declararon que el pistolero le dijo algo cuando apuntó al prelado con su arma de fuego, pero no podía entender su intención.
El 10 de diciembre de 2011 fue nombrado miembro del Consejo Pontificio de la Cultura por un período renovable de cinco años.
El 6 de enero de 2012 fue anunciado que Betori se convertiría en cardenal el 18 de febrero. Fue creado cardenal presbítero de San Marcelo. Además de sus funciones en el Consejo Pontificio de la Cultura, el cardenal Betori fue nombrado miembro de la Congregación para la Educación Católica. El 17 de mayo de 2014 fue nombrado Miembro del Pontificio Consejo para los Laicos.
El 6 de junio de 2017 fue nombrado miembro de la Congregación para las Causas de los Santos ad quinquennium.
El 28 de mayo de 2019 fue confirmado como miembro de la Congregación para el Clero in aliud quinquennium.
El 14 de marzo de 2022 fue nombrado miembro de la Congregación para las Causas de los Santos usque ad octogesimum annum
aetatis.
El 18 de abril de 2024 fue aceptada su renuncia al gobierno pastoral de la archidiócesis de Florencia, por límite de edad.